# Thioxanthen
Thioxanthen ist eine chemische Verbindung aus der Gruppe der Heterocyclen und polyzyklischen aromatischen Kohlenwasserstoffe, bei der im mittleren der drei Ringe ein Kohlenstoffatom durch ein Schwefelatom ersetzt ist.

## Gewinnung und Darstellung
Thioxanthen kann durch Kondensation von Thiophenol und o-Aminobenzoesäure in Polyphosphorsäure oder durch Reaktion von Thiophenol mit Toluol bei 450 bis 650 °C gewonnen werden.

## Verwendung

Thioxanthen-Grundgerüst

An R1 und R2 sich unterscheidende Derivate von Thioxanthen werden wie die sehr ähnlichen Phenothiazine in der Medizin als Neuroleptika eingesetzt.
Wichtige Vertreter sind Chlorprothixen, Zuclopenthixol/Clopenthixol und Flupentixol. Chlorprothixen hat eine offene, Flupentixol und Zuclopenthixol haben eine Piperazinylalkyl-Seitenkette.